# Bandera del Grito de Lares
La Bandera del Grito de Lares, más comúnmente conocida como la Bandera de Lares, representa la revuelta del Grito de Lares en 1868, la primera de dos rebeliones de corta duración contra el dominio español en Puerto Rico. Esta consiste de una cruz griega grande y blanca en el centro que se extiende a sus cuatro lados, dividiéndola en cuatro rectángulos iguales, dos azules arriba, llevando el izquierdo una estrella grande, afilada, vertical, centrada y blanca de cinco puntas, y dos rojos abajo. La estrella blanca representa la libertad, los rectángulos rojos la sangre derramada por los héroes de la revuelta y la cruz blanca el anhelo de la redención de la patria.Establecida en el municipio de Lares 27 años antes de que los revolucionarios adoptaran la bandera actual de Puerto Rico en Nueva York, la bandera de la revuelta es reconocida como la primera bandera de la isla.

## Historia

### Orígenes
En 1868, el líder puertorriqueño independentista Ramón Emeterio Betances, después de reunir materiales para la fabricación de la bandera de Eduvigis Beauchamp Sterling, instó a Mariana Bracetti a tejer la bandera revolucionaria del Grito de Lares, el estandarte de la primera de dos revueltas de corta duración contra el gobierno español en la isla, utilizando como diseño la bandera descuartizada de la Primera República Dominicana, la cual fue inspirada en las banderas de Haití y Francia, y basada en las banderas regimentales del Reino de Francia, y la estrella solitaria de la bandera cubana, la cual fue inspirada y basada en la bandera de Estados Unidos.  La fusión de las banderas dominicana y cubana para crear la bandera puertorriqueña de Lares tenía como objetivo promover la idea de Betances de unir a las tres Antillas Mayores vecinas de habla hispana —las islas de una sola nación de Puerto Rico y Cuba, y República Dominicana en la isla de dos naciones de La Española— en una Confederación Antillana para la preservación de su soberanía e intereses.
En 1868, durante la revuelta del Grito de Lares, Francisco Ramírez Medina, después de haber sido juramentado como el primer presidente de Puerto Rico por los revolucionarios, proclamó la bandera de Lares como la bandera nacional de la "República de Puerto Rico", y la colocó en el altar mayor de la iglesia católica de Lares, convirtiéndola en la primera bandera puertorriqueña.

### Banderas originales

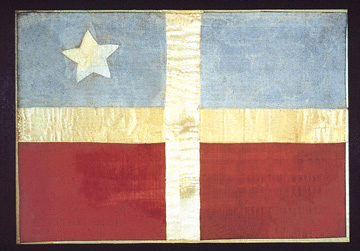
Bandera revolucionaria original del Grito de Lares (1868)

Se hicieron varias banderas para la revuelta, pero solo dos han sobrevivido hasta el día de hoy. La bandera de Lares conocida por más tiempo está descuartizada por una cruz blanca centrada, con dos cuadrados rojos en la parte inferior y dos cuadrados azules claros en la parte superior, el izquierdo de los cuales lleva una pequeña estrella blanca de cinco puntas, inclinada y centrada. Según el antropólogo Ricardo Alegría, la bandera fue tomada del altar de la parroquia de San José de Lares por el capitán español José de Perignat, quien la guardó hasta que su familia la donó a la Universidad de Fordham en la ciudad de Nueva York. En 1954, la universidad regaló la bandera al Museo de Historia, Antropología y Arte de la Universidad de Puerto Rico en Rio Piedras, Puerto Rico, entonces encabezado por Alegría, y en 1988, fue restaurada por la  Museo Smithsonian en Washington D. C.
Desde principios del siglo XX, algunos historiadores han cuestionado la autenticidad de la bandera, ya que no hay evidencia documental que valide que se usó en la revuelta o que se colocó en el altar de la Parroquia de San José en Lares, Puerto Rico.Se ha especulado que esta bandera no es una bandera original de Lares, sino una copia hecha en la década de 1930 por nacionalistas para su conmemoración de la revuelta de Grito de Lares. Sin embargo, al mismo tiempo, otros historiadores afirman que, a pesar de la ausencia de fuentes primarias para validar la bandera, hay una larga tradición oral de testimonios que la autentican.

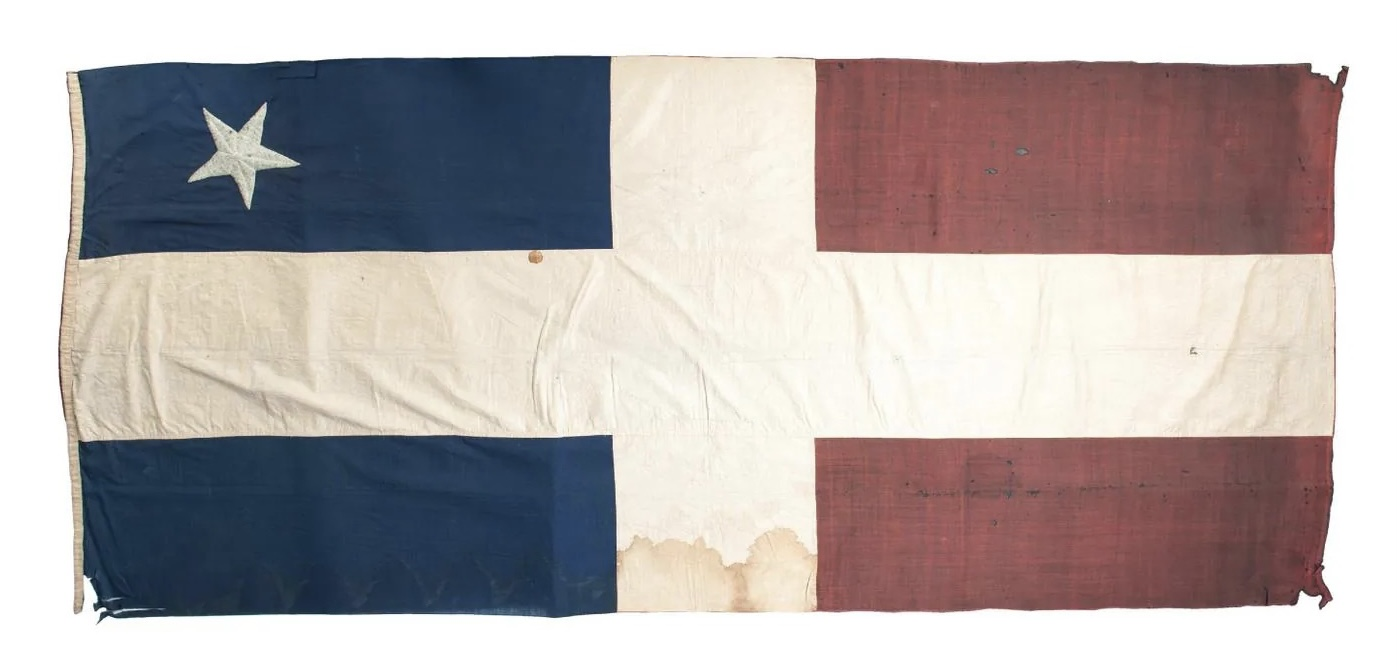
Bandera revolucionaria original del Grito de Lares (1868)

La bandera de Lares recientemente conocida está descuartizada por una cruz blanca centrada con dos cuadrados rojos en el al batiente y dos cuadrados de color azul oscuro en el al asta, el superior de los cuales lleva una pequeña estrella blanca de cinco puntas, inclinada y centrada. Según el Archivo Digital Nacional de Puerto Rico (ADNPR), la bandera, considerada como La Coronela, la bandera más importante que era utilizada por la primera compañía comandada por el coronel de los ejércitos, fue capturada en 1868 por el capitán español Manuel Iturriaga, quien dirigió la represión de los revolucionarios de Lares, en el barrio de Piedra Gorda de Camuy, Puerto Rico después de ser descubierta en la granja de un revolucionario enterrada en una de dos cajas de madera junto a cientos de cartuchos para rifle de milicias. Tras la muerte de Iturriaga, la bandera fue donada por su hijo al antiguo Museo de Artillería de España. Desde su descubrimiento en 2022, la bandera se exhibe en el Museo Del Ejército en Toledo, España.
En 1872, la bandera fue mencionada en "Historia de la insurrección de Lares...", una crónica sobre el Grito de Lares escrita por el telégrafo y periodista español José Manuel Pérez Moris, un contemporáneo que había emigrado a Puerto Rico desde Cuba en 1869.Categorizando la bandera como “la verdadera bandera de Lares”, el Centro de Estudios Avanzados de Puerto Rico y el Caribe (CEAPRC), afirma que fuentes primarias como el relato de Pérez Moris sobre la revuelta prueban que esta bandera es la auténtica creada por las fuerzas revolucionarias de la “República de Puerto Rico” que iba a  nacer de la revuelta del Grito de Lares en 1868.

### Bandera remplazada
La bandera del Grito de Lares fue reemplazada por una nueva bandera revolucionaria, que es la bandera actual de Puerto Rico. En diciembre de 1895, los revolucionarios puertorriqueños exiliados, muchos de ellos veteranos de la revuelta del Grito de Lares, restablecieron el Comité Revolucionario de Puerto Rico bajo el nombre de Sección Puerto Rico del Partido Revolucionario Cubano como parte del Partido Revolucionario Cubano en la ciudad de Nueva York, donde continuaron abogando por la independencia puertorriqueña contra España con el apoyo del héroe nacional cubano José Martí y otros exiliados cubanos, que de manera similar comenzaron su lucha por la autodeterminación en 1868, cuando la revuelta del Grito de Yara desencadenó la Guerra de los Diez Años por la independencia contra el dominio español en Cuba, que junto con Puerto Rico, representaba todo lo que quedaba del alguna vez extenso imperio Americano de España desde 1825.
Decididos a afirmar no solo la presencia de los fuertes lazos existentes entre revolucionarios exiliados de Cuba y Puerto Rico, pero también la unión absoluta de la lucha cubana y puertorriqueña por la independencia nacional y batalla contra el colonialismo español, el 22 de diciembre de 1895, con el conocimiento y la aprobación de sus compañeros revolucionarios cubanos, Terreforte, vicepresidente del comité, y alrededor de cincuenta y ocho compañeros miembros reunidos en el ya no existente Chimney Corner Hall en Manhattan, adoptaron unánimemente la bandera cubana con colores invertidos como la nueva bandera revolucionaria para representar a una república soberana de Puerto Rico, reemplazando la  bandera de Lares, que había sido utilizada por los revolucionarios como la bandera de un posible Puerto Rico independiente desde su intento de autodeterminación en 1868, pero finalmente fue rechazada, ya que representaba una revuelta fallida, un sentimiento fuertemente apoyado por Lola Rodríguez de Tió, poeta puertorriqueña, líder a favor de la independencia y miembro del comité, que pasó su vida posterior exiliada en una Cuba liberada.

## Simbolismo

### Independencia y confederación antillana
En 1868, el líder puertorriqueño independentista Ramón Emeterio Betances instó a Mariana Bracetti a tejer la bandera revolucionaria del Grito de Lares, la bandera de la primera de dos revueltas de corta duración contra el gobierno español en la isla, utilizando como diseño la bandera descuartizada de la Primera República Dominicana y la estrella solitaria de la bandera cubana con el objetivo de promover la idea de Betances de unir a las tres tierras caribeñas vecinas de habla hispana de Puerto Rico, Cuba y República Dominicana en La Española en una Confederación Antillana regional para la preservación de su soberanía e intereses.

### Colores
Según el poeta puertorriqueño Luis Lloréns Torres, la cruz blanca representa el anhelo de la redención de la patria, los rectángulos rojos la sangre derramada por los héroes de la revuelta y la estrella blanca la libertad. Se asume que al igual que el triángulo azul en la bandera actual de Puerto Rico, los rectángulos azules representan el cielo y las aguas de la isla.

## Dimensiones
No documento oficial en Puerto Rico proporciona las dimensiones exactas de la forma, la cruz y la estrella de cinco puntas de la bandera. Si bien las proporciones exactas de la bandera no han sido establecidas por la ley, el diseño más utilizado y ampliamente aceptado de la bandera es el siguiente:

Con una relación de longitud a anchura de 2:3, la forma de la bandera es rectangular, una vez y media más larga que ancha, compuesta por cuatro rectángulos iguales, dos azules en la parte superior, el izquierdo de los cuales lleva una estrella grande, afilada, vertical, centrada y blanca de cinco puntas cuyo diámetro es un tercio del ancho de la bandera, y dos rojos en la parte inferior, los cuatro siendo nueve cuartos del largo de la bandera y doce quintos del ancho de la bandera, y una cruz griega grande y blanca en el centro que toca los cuatro lados de la bandera, con el ancho de su poste vertical siendo un noveno del largo de la bandera y el ancho horizontal de la barra transversal un sexto del ancho de la bandera.

Hoja de construcción de la bandera del Grito de Lares con sus dimensiones actuales

La mayoría de las representaciones de la bandera siguen estas especificaciones, pero es probable que los componentes que varíen sean el tamaño de la cruz y la estrella. El ancho de la cruz se muestra ocasionalmente más grande que el tamaño más comúnmente utilizado de un noveno (1⁄9) del largo de la bandera para su ancho vertical y un sexto (1⁄6) del ancho de la bandera para su ancho de barra transversal horizontal, y el diámetro de la estrella se muestra ocasionalmente más pequeño que el tamaño más comúnmente utilizado de un tercio (1⁄3) del ancho de la bandera.

## Colores
No hay documento oficial en Puerto Rico que proporcione los colores de la bandera. Si bien los colores exactos de la bandera no han sido establecidos por ley, a continuación se muestran los tonos de color más utilizados. La intensidad de los tonos de color azul y rojo cambian para mantenerlos complementarios entre sí.

### Bandera actual con azul medio

La actual bandera del Grito de Lares con su tono azul medio, concediendo con la bandera actual de Puerto Rico y Lares

La bandera azul medio o azul real del Grito de Lares, que coincide con la bandera actual de Puerto Rico y el municipio de Lares, utiliza los siguientes tonos de color:
| Esquema de Colores | Azul       | Rojo        | Blanco                  |
| ------------------ | ---------- | ----------- | ----------------------- |
| RGB                | 8,68,255   | 237,0,0     | 255-255-255             |
| Hexadecimal        | #0044ff    | #ed0000     | #ffffff                 |
| CMYK               | 100-73-0-0 | 0-100-100-7 | 0-0-0-0                 |
| Pantone            | 285 C      | 2347 C      | 11-0601 TX Bright White |

### Bandera con azul oscuro

Bandera del Grito de Lares con su tono azul oscuro, coincidiendo con la bandera azul oscuro de Puerto Rico

Bandera con azul oscuro o azul marino del Grito de Lares, que coincide con la bandera azul oscuro de Puerto Rico y la bandera original azul oscuro exhibida en España, una de dos versiones originales de la bandera disponibles en la actualidad, utiliza los siguientes tonos de color:
| Esquema de Colores | Azul        | Rojo       | Blanco                  |
| ------------------ | ----------- | ---------- | ----------------------- |
| RGB                | 0,56,167    | 206,17,39  | 255-255-255             |
| Hexadecimal        | #0038a7     | #ce1127    | #ffffff                 |
| CMYK               | 100-66-0-35 | 0-92-81-19 | 0-0-0-0                 |
| Pantone            | 293 C       | 186 C      | 11-0601 TX Bright White |

### Bandera con azul claro
La bandera con azul claro se ha vuelto cada vez más popular en los últimos años. Hoy en día, la representación más común de la bandera presenta un tono de color azul celeste claro, coincidiendo con el tono de color azul claro de la bandera del Grito de Lares exhibida en Puerto Rico, una de dos banderas originales del Grito de Lares que sobreviven hoy día.

La bandera del Grito de Lares con azul claro en su azul celeste claro

Bandera con azul claro o azul celeste del Grito de Lares que coincide con los colores de la bandera original con azul claro del Grito de Lares exhibida en Puerto Rico, una de las dos versiones originales de la bandera disponibles hoy, y la bandera de Puerto Rico con azul claro, utiliza los siguientes tonos de color:
| Esquema de Colores | Azul        | Rojo         | Blanco                  |
| ------------------ | ----------- | ------------ | ----------------------- |
| RGB                | 135-206-250 | 206-0-0      | 255-255-255             |
| Hexadecimal        | #87cefa     | #Ce0000      | #ffffff                 |
| CMYK               | 46-18-0-2   | 0-100-100-19 | 0-0-0-0                 |
| Pantone            | 2905 U      | 3517 C       | 11-0601 TX Bright White |

## Uso actual
Hoy en día, la bandera no es solo la bandera oficial del municipio de Lares, sino que también se usa más comúnmente junto con la bandera de Puerto Rico para mostrar apoyo por la independencia puertorriqueña completa contra los Estados Unidos y el soberanismo o la independencia como un Estado soberano y libremente asociado con los Estados Unidos, rechazando otras alternativas sobre la cuestión del estatus político de Puerto Rico, específicamente la estadidad o la integración en los Estados Unidos como estado, y el estado libre asociado actual como un territorio estadounidense no incorporado y organizado.